# Il caso Raoul
Pour plus de détails, voir Fiche technique et Distribution.
Il caso Raoul est un film dramatique italien réalisé par Maurizio Ponzi et sorti en 1975.

## Synopsis
Bruxelles. Raoul, un enfant au caractère fragile en raison de l'instabilité familiale dans laquelle il a grandi, subit un choc émotionnel lorsqu'il apprend qu'il a été adopté. Pour tenter de sortir de l'angoisse qui l'entoure depuis toujours et qui ne cesse de s'aggraver, Raoul entreprend des études d'art dramatique et devient acteur professionnel.
La famille adoptive de Raoul est composée non seulement de ses parents adoptifs, mais aussi de Maddalena et d'Andrea, ses frères et sœurs. Une fois devenu adulte et lié sentimentalement à Delia, une collègue, Raoul est persuadé d'avoir enfin atteint une sérénité d'esprit, car rien ne semble plus le préoccuper, jusqu'à ce que surgisse un détail de son passé dont il n'avait pas conscience.
Raoul apprend qu'Andrea n'est pas son frère, mais son père biologique, et qu'il a été victime d'un accident. Délia, qui entre-temps a eu un enfant de Raoul, devient inexplicablement la victime de la psychose qui affecte son compagnon, qui va même jusqu'à essayer de lui faire du mal.
Souffrant déjà vraisemblablement d'une forme légère de schizophrénie dans son enfance, la rationalité de Raoul est complètement aliénée par l'engrenage des événements qui, au fil du temps, affectent son esprit, le conduisant finalement à être interné dans un asile et à devoir confier son unique enfant à ses parents adoptifs.

## Fiche technique
- Titre original : Il caso Raoul[1]
- Réalisation : Maurizio Ponzi
- Scénario : Maurizio Ponzi
- Photographie : Roberto Gerardi
- Montage : Roberto Perpignani
- Musique : Manuel De Sica
- Production : Sidney W. Pink
- Sociétés de production : Iskra Cinematografica
- Pays de production :  Italie
- Langue originale : italien
- Format : couleurs - Son mono - 35 mm
- Genre : film dramatique
- Durée : 100 minutes
- Dates de sortie : 
  - Italie : 23 décembre 1975

## Distribution
- Delia Boccardo : Delia
- Stanko Molnar : Raoul
- Alberto Capobianco : Raoul à l'âge de 10 ans
- Alida Valli : Elsa, la mère adoptive de Raoul
- Milena Vukotic : Maddalena, la sœur de Raoul
- Silvana Bacci :
- Laura Belli : Erika, le premier amour de Raoul
- Antonio Pierfederici : Alberto, le père adoptif de Raoul
- Daniele Dublino
- Monica Monet
- Ada Pometti
- Valentino Macchi
- Marilù Prati